# 大村神社 (大村市)
大村神社（おおむらじんじゃ）は長崎県大村市の神社。大村藩の居城であった玖島城の本丸跡に鎮座する。旧社格は県社。江戸時代後期から明治時代初期に流行した藩祖を祀った神社のひとつ。

## 祭神
- 大村直澄公を始め、同親澄公、同澄宗公、同澄遠公、同純興公、同純弘公、同純熈公の大村氏歴代の領主、藩主7柱を主祭神に、同家の祖とされる藤原鎌足公、藤原純友公を始めその他の領主、藩主36柱を配祀する。

## 由緒
文化2年（1805年）に時の大村藩主大村純昌が祖先とする藤原純友公及びその一族を「御霊宮大明神（ごりょうぐう — ）」と称して領内西大村池田山に創祀した神社を起源とし、文化11年には純鎮公を、天保9年（1838年）には純昌も「純昌公」として合祀された。その後藩主から年間祭祀料を支弁される等の崇敬を受け、明治3年（1870年）には更に純鎮、純昌以外の歴代藩主9代を合祀して社名を「常磐神社」と改称した。
明治4年に廃藩置県となると、旧藩主と領民との関係が希薄化することを危惧した大村城下の旧藩士が発起人となって旧領民が一体となって祀る神社とされ、同7年に村社に列したが、池田山は参拝に不便であるとされたため、荒れ地と化していた玖島城本丸跡を新社地とする事に決し、明治16年に社地と社名の変更を国に願い出て同年11月に社殿造営に着工、翌17年5月に遷座して鎮座地名に因る現社名へ改称、翌18年に最後の藩主であった純熈を「純熈公」として合祀、同年2月19日に県社に昇格した。なお、新社殿竣工までは池田山から三城町の富松神社へ仮遷座されていた。また、「大村神社」として発足した当初は勤王の志が篤いとの事から純熈公を含む現主祭神7柱の霊璽のみを本殿に祀り、他の祭神は本殿左に別殿を設けて祀っていたが、大正4年（1915年）に全て本殿に合祀された。
戦後の昭和30年（1955年）には社殿地を大村家から寄進されている。

## 境内社
- 玖島稲荷神社 - 元三城城址に「稲荷神社」と称して鎮座していたが、明治41年（1908年）に遷座された。

## 文化財
本殿前の2本のオオムラザクラ（大村桜）は国の天然記念物に指定され（昭和42年5月2日指定）、境内にあるクシマザクラ（玖島桜）は長崎県の天然記念物に指定されている（昭和42年2月3日指定）。